# Africophilus uzungwai
Africophilus uzungwai är en skalbaggsart som beskrevs av Kield Áxel Holmen 1985. Africophilus uzungwai ingår i släktet Africophilus och familjen dykare. Inga underarter finns listade i Catalogue of Life.